# Klokánkovití pětiprstí
Klokánkovití pětiprstí (Hypsiprymnodontidae) představují čeleď vačnatců. Jediným žijícím druhem je klokánek pižmový (Hypsiprymnodon moschatus).

## Systematika a fylogeneze
Jediný žijící druh v rámci čeledi Hypsiprymnodontidae představuje klokánek pižmový (Hypsiprymnodon moschatus). Historické systémy klokánka pižmového sdružovaly do čeledi klokánkovití čtyřprstí (Potoroidae) nebo klokanovití (Macropodidae), molekulárně-fylogenetická studie z roku 2000 pro tento druh nicméně vymezila samostatnou čeleď. Čeleď Hypsiprymnodontidae je podle těchto závěrů sesterská vůči žijícím Macropodidae + Potoroidae, s nimiž dohromady utváří skupinu klokanů (Macropodiformes). Doba divergence této bazální linie se odhaduje na 38 až 34 milionů let.
Vyjma klokánka pižmového jsou do čeledi Hypsiprymnodontidae sdružováni i někteří vyhynulí zástupci, a to jak v rámci rodu Hypsiprymnodon, tak v rámci jiných, vyhynulých rodů: Ekaltadeta, Propleopus a Jackmahoneya.

## Popis a ekologie

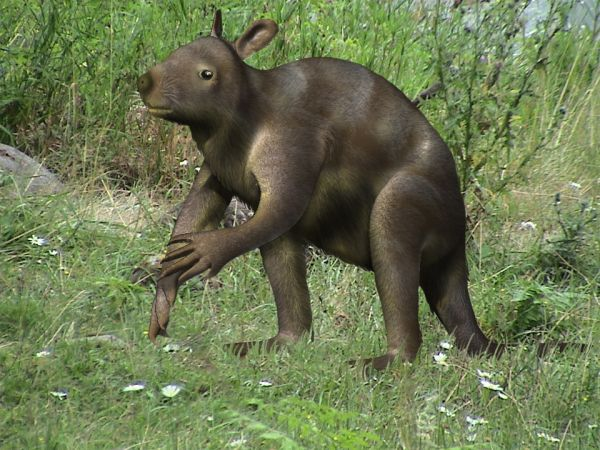
Rekonstrukce rodu Propleopus

Klokánek pižmový dosahuje průměrné tělesné hmotnosti okolo 530 g a sdílí různé starobylé znaky, nepozorované u odvozenějších zástupců klokanů. Zachovává si všech pět prstů na zadních končetinách a na rozdíl od klokanovitých nepoužívá k pohybu klasické skákání po dvou, ale pohybuje se spíše kvadrupedně. Má relativně krátký ocas, jenž je ovíjivý a pokrývají jej šupinky. Celkový zubní vzorec činí 3.1.1.41–2.0.1.4. Areál rozšíření klokánka pižmového zahrnuje především tropické lesy severovýchodního Queenslandu. Tento vačnatec se pohybuje po lesní půdě, kde pátrá po ovoci, semenech a hmyzu; živočišná složka tvoří významný podíl jeho potravy. Vrh čítá dvě mláďata, přičemž se neobjevuje embryonální diapauza.
Vyhynulé rody zahrnují i mohutnější zástupce, včetně středně velkých klokanů z rodu Propleopus, kteří přežívali až do pleistocénu a vyhynuli s většinou australské megafauny. Pravděpodobně se jednalo o predátory, jež byli vybaveni vroubkovanými třenovými zuby a bodavými řezáky.